# Église Prince-Dimitri-sur-le-Sang-Versé d'Ouglitch
L'église Prince-Dimitri-sur-le-Sang-Versé est celle du Kremlin d'Ouglitch. Elle est construite sur les bords escarpés de la Volga, à l'endroit de l'assassinat, en 1591, du prince Dimitri Ivanovitch, dernier représentant de la dynastie des Riourikides,. Comme le tsarévitch Dimitri fut canonisé, elle est aussi nommée « église Saint-Dimitri-sur-le-Sang-Versé ».
Cette église fait partie du patrimoine situé dans l'Anneau d'or de Russie au nord et à l'est de Moscou à une centaine de kilomètres à l'ouest de la ville de Iaroslavl. 

## Histoire
Au début du XVIIe siècle, la chapelle primitive en bois fut détruite. En 1630 y fut construite une nouvelle église en bois, puis en 1692 l'église en pierre qui y est encore aujourd'hui, le long de la Volga au nord-est du Kremlin d'Ouglitch.
L'édifice se compose d'une nef à travées, d'un parvis d'un clocher. Le bâtiment est décoré de dessins sophistiqués de la fin du XVIIe siècle. La couleur des murs rouge-sang, (celui du sang versé lors de l'assassinat du Prince Dimitri) contraste avec la couleur blanche des détails ornementaux : les chambranles, les corniches et avec le bleu ciel des coupoles. La façade sud de l'église est bien conservée. Par contre, du côté nord au XIXe siècle fut construite une annexe, mal assortie avec l'architecture du bâtiment principal.
Des peintures murales de la seconde moitié du XVIIIe siècle sont conservées à l'intérieur de l'église ; elles représentent la mort du Tsarévitch Dimitri, et aussi le jugement de ses assassins. La plupart des autres peintures sont inspirées de thèmes de la Bible.
Le nettoyage et le ravalement des murs furent réalisés par l'atelier des arts de la restauration de Iaroslavl entre 1971 et 1976. La cloche célèbre par sa taille servait de tocsin à la ville d'Ouglitch. L'église appartient au musée local. 
Elle se trouve sur la liste indicative proposée par la fédération de Russie pour le patrimoine mondial Unesco.

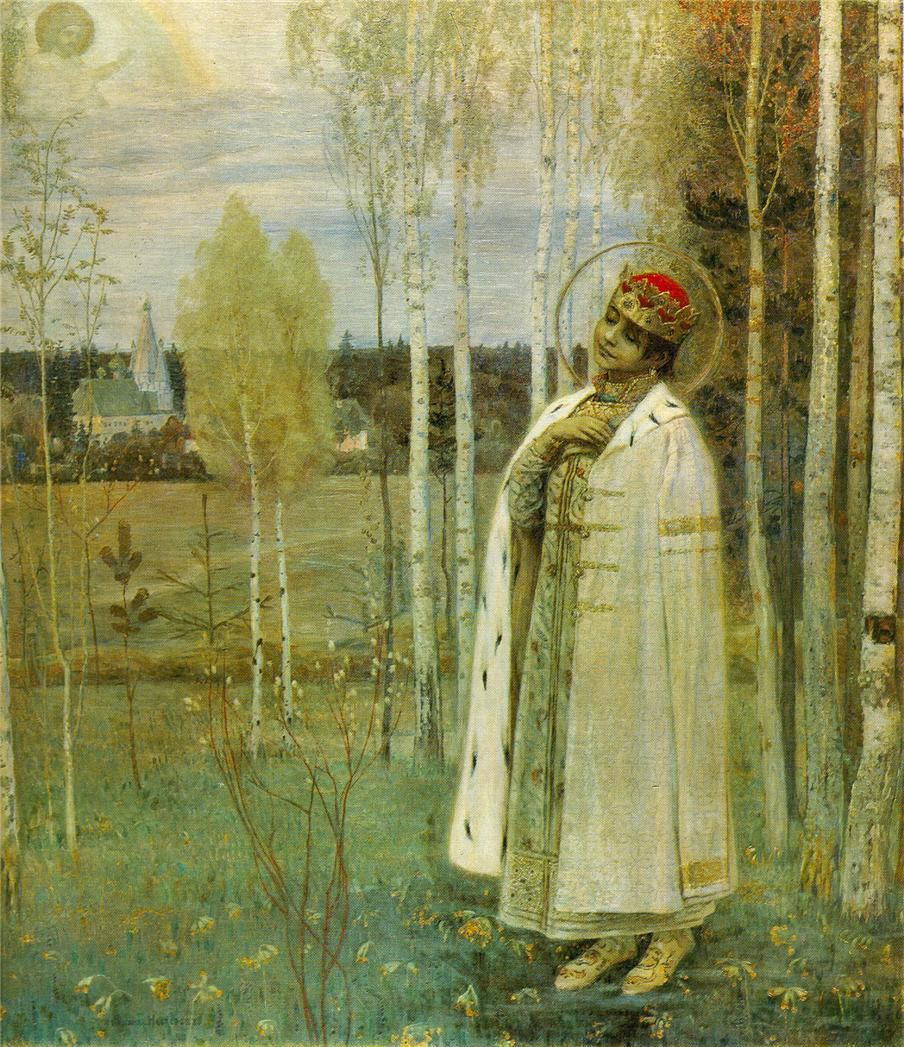
Le tsarévitch Dimitri par Mikhaïl Nesterov, 1899.